# Pfefferpotthast
Pfefferpotthast is een Duits rundvleesgerecht uit de regionale keuken van Westfalen.
Men braadt een stuk rundvlees kort aan in reuzel. Men fruit een hoeveelheid uien met ongeveer hetzelfde gewicht als het vlees.
Dit wordt gemengd, en na toevoeging van o.a. kappertjes en laurierbladeren zolang gekookt, tot zowel het vlees als de uien uiteenvallen. Daarna wordt het gebonden met broodkruimels en opgediend.